# 星野町 (栃木市)
星野町（ほしのまち）は、栃木県栃木市の地名。郵便番号は328-0201。
　

## 地理
寺尾地区北部に位置し、東は西方町真名子、西は鹿沼市下永野、南は鍋山町、北は鹿沼市下粕尾と接している。永野川の流域に沿う山沿いの地区であり、隣接する鹿沼市下粕尾との境に谷倉山がある。星野遺跡付近は、火山灰土が堆積した小さな台地を形勢する。もともとは、ここから北へ谷倉山を越え下粕尾に達し、ついで西北西に折れて足尾へ続く、峠の南側の里だった。峠の道は少なくとも江戸時代以前より、寒沢と呼ばれていた。

## 世帯数と人口
2017年（平成29年）8月31日現在の世帯数と人口は以下の通りである。
| 町丁   | 世帯数 | 人口  |
| ------ | ------ | ----- |
| 星野町 | 90世帯 | 229人 |

## 施設
観光
- 星野遺跡記念館
- 星野遺跡地層たんけん館
- 四季の森星野
- 星野自然村

史跡
- 星野遺跡
- 小山よし姫の墓

## 交通

### バス
栃木市営バス
■星野御岳山線
- 星野高内 - 星野遺跡入口 - 星野遺跡前 - 星野御嶽山入口

鹿沼市民バス「リーバス」
永野与洲平線
- 星野御嶽山入口

### 道路
主要地方道
- 栃木県道32号栃木粕尾線

## 小・中学校の学区
市立小・中学校に通う場合、学区は以下の通りとなる。
| 番地 | 小学校             | 中学校             |
| ---- | ------------------ | ------------------ |
| 全域 | 栃木市立寺尾小学校 | 栃木市立寺尾中学校 |